# 中华民国陆军部
中华民国陆军部，是民初時期中央政府的一个部，主管陆军军事工作。

## 历史
1912年1月1日，中华民国临时政府成立。黄兴任陆军部总长。下设军学、军医、军衡、军械、军法、军需、军务7局。局下设科。1912年1月9日陆军部在南京正式成立。4月通过了《陆军部官制》，迁往北京。
北洋政府陆军部官制：
- 陆军总长
- 陆军次长
- 总务厅
- 军衡司
  - 任官科
  - 赏赉科
- 军务司
  - 军事科
  - 步兵科
  - 骑兵科
  - 炮兵科
  - 工兵科
- 军械司
  - 枪炮科
  - 材具科
- 军学司
  - 教育科
  - 步兵科
  - 骑兵科
  - 炮兵科
  - 工兵科
  - 辎重科
- 军需司
  - 会计科
  - 粮服科
- 军医司
  - 医务科
  - 卫生科
- 军法司
- 军马（后改军牧）司

1927年7月12日，张作霖组织军政府后，并陆军、海军两部为军事部，辖参谋本部、陆军署、海军署、航空署划归军事部管辖。